# Jason Rafiel
Jason Rafiel è un personaggio nato dall'immaginazione di Agatha Christie.
È comparso per la prima volta nel 1964 con il romanzo Miss Marple nei Caraibi ed è una figura di notevole importanza anche in Miss Marple: Nemesi.

## Descrizione
Il signor Rafiel è un vecchio miliardario scorbutico, sveglio nonostante l'età, è impaziente e sempre maleducato con la sua segretaria Esther Walters e il massaggiatore e tuttofare Jackson. È magro e debole, quindi si muove su una sedia a rotelle spinta dai due aiutanti. In Miss Marple nei Caraibi affianca la vecchia zitella nell'indagine. Ha un figlio più volte punito dalla legge, e dopo la morte del signor Rafiel, in Miss Marple: Nemesi affida a Miss Marple il compito di provare l'innocenza del ragazzo per un delitto di cui è stato accusato. 

## Interpreti
È stato interpretato da:
- Barnard Hughes in Miss Marple nei Caraibi, film per la televisione del 1983
- Donald Pleasence in Miss Marple nei Caraibi, episodio del 1989
- Antony Sher in Miss Marple nei Caraibi, episodio del 2013